# Steve Mandanda
Steve Mandanda (Kinshasa, DR Kongo, 28. ožujka 1985.) je francuski nogometni vratar i nacionalni reprezentativac koji trenutno igra za Rennes. S reprezentacijom je nastupio na tri europska (2008., 2012. i 2016.) i jednom svjetskom prvenstvu (2010.)

## Karijera

### Klupska karijera

#### Le Havre
Mandanda je u dresu Le Havrea debitirao u kolovozu 2005. te nije primio gol sve do svojeg četvrtog nastupa za klub. Tijekom sezone 2005./06. je branio u 30 utakmica a tijekom sezone 2006./07. u njih 37.
Nakon neuspješne probe u Aston Villi prije početka sezone 2007./08., Steve Mandanda u ljeto 2007. prelazi u redove Olympique Marseillea.

#### Olympique Marseille
U novom klubu prvi vratar Olympiquea je bio Cédric Carrasso. Nakon njegove ozljede koljena koja je trajala šest mjeseci, Mandanda je postao prvi vratar kluba za koji je branio u nacionalnom prvenstvu, Kupu UEFA i Ligi prvaka.
5. ožujka 2008. golman je s klubom produžio ugovor na četiri godine. Međutim, zbog odličnih obrana interes za njega su pokazali Manchester United, Manchester City te A.C. Milan.

#### Crystal Palace
U srpnju 2016. godine je vratar prešao u engleski Crystal Palace, zajedno s Androsom Townsendom.

#### Povratak u Olympique Marseille
Dne 11. srpnja 2017. godine Crystal Palace je objavio da se Mandanda vraća u Olympique Marseille te da je potpisao trogodišnji ugovor uz neodređenu odštetu.

## Reprezentativna karijera
S francuskom U21 reprezentacijom Mandanda je nastupio na juniorskom europskom prvenstvu 2006. dok je sljedeće godine po prvi puta uveden u širi popis seniorske vrste.
Kao vratar francuske B reprezentacije, Mandanda je 5. veljače 2008. branio u prijateljskoj utakmici protiv reprezentacije rodnog DR Konga. Debi za prvu momčad vratar je ostvario 27. svibnja 2008. u pripremnom susretu protiv Ekvadora, uoči EURO-a 2008. Igrač je ušao u igru na poluvremenu kao zamjena Sébastienu Freyju te je uveden na popis francuskih reprezentativaca za predstojeće europsko prvenstvo kao treći vratar.
Mandanda je kvalifikacije za SP 2010. započeo kao prvi vratar Tricolora te je branio u prvoj kvalifikacijskoj utakmici protiv Austrije 6. rujna 2008. Međutim, u ljeto 2009. tadašnji izbornik Raymond Domenech ga povlači i na gol stavlja Huga Llorisa.
Vratar je s reprezentacijom nastupio na Europskom prvenstvu 2012. i na Europskom prvenstvu 2016.

## Osvojeni trofeji

### Klupski trofeji
| Klub                | Trofej             | Godina    |
| Francuska           | Francuska          | Francuska |
| ------------------- | ------------------ | --------- |
| Olympique Marseille | Ligue 1            | 2010.     |
| Olympique Marseille | Francuski Superkup | 2010.     |
| Olympique Marseille | Francuski Liga kup | 2010.     |
| Olympique Marseille | Francuski Superkup | 2011.     |
| Olympique Marseille | Francuski Liga kup | 2011.     |
| Olympique Marseille | Francuski Liga kup | 2012.     |

## Vanjske poveznice
- Službena web stranica igrača  Arhivirana inačica izvorne stranice od 23. lipnja 2016. (Wayback Machine)
- Profil igrača na National Football Teams.com
- FIFA.com  Arhivirana inačica izvorne stranice od 19. lipnja 2013. (Wayback Machine)